# Dovjkî, Skole
Dovjkî (în ucraineană Довжки) este localitatea de reședință a comunei Dovjkî din raionul Skole, regiunea Liov, Ucraina.

## Demografie
Componența lingvistică a localității Dovjkî
     Ucraineană (99,61%)
     Alte limbi (0,38%)
Conform recensământului din 2001, majoritatea populației localității Dovjkî era vorbitoare de ucraineană (99,61%), existând în minoritate și vorbitori de alte limbi.